# BMP-1
De BMP-1 (Russisch: Боевая Машина Пехоты 1; БМП-1;  Bojevaja Masjina Pechoty 1) is een infanteriegevechtsvoertuig in de jaren 1960 ontwikkeld door de Sovjet-Unie. Het was het eerste infanteriegevechtsvoertuig dat zwaar bewapend werd. Het pantservoertuig was tijdens de Koude Oorlog het standaard pantserinfanterievoertuig van de meeste legers van het Warschaupact; daarnaast vond er op grote schaal export plaats naar andere bondgenoten.

## Ontwikkelingsgeschiedenis
In de jaren 1950 was het leger van de Sovjet-Unie vrijwel niet gemechaniseerd. Er waren wel veel tanks maar de Infanterie en Artillerie gebruikten meestal nog wielvoertuigen. Dit stond in schril contrast met de legers van de NAVO die in hetzelfde decennium een sterk mechaniseringsproces doormaakten, mede in verband met een voorkeur voor het gebruik van tactische kernwapens.
Om het Rode Leger zijn effectiviteit te laten behouden werd in 1957 besloten tot algemene mechanisering. Dit moest zich niet beperken tot een inhaalslag ten opzichte van de NAVO; indien mogelijk diende men een technologische voorsprong te bereiken. Bij de infanterie wilde men niet simpelweg de westelijke pantserinfanterievoertuigen imiteren maar komen tot de introductie van een heel nieuw concept: het infanteriegevechtsvoertuig ofwel Bojewaja Masjina Pjechota (Боевая Машина Пехоты), BMP. Om de soldaten te beschermen tegen radioactiviteit moesten ze tijdens het gevecht binnen hun voertuig blijven; de vijand zouden ze via schietpoorten dan met hun persoonlijke wapens bestoken.
Zo'n infanteriegevechtsvoertuig zou echter als geheel vrij kwetsbaar zijn tegenover vijandelijke tanks. Daarom werd het voorzien van een eigen 73 mm 2A28 Grom ("Donder") raketwerper, lijkend op een klein kanonnetje, in een passende kleine geschuttoren.
Verschillende ontwerpbureaus kregen eind jaren vijftig van GBTOe, het hoofddirectoraat van de pantserstrijdkrachten, opdracht voorstellen te doen voor een voertuig. Dit leidde tot vijf prototypes. Eén daarvan, Obiekt 1200, was een pantserwagen, twee andere, Obiekt 19 en Obiekt 911, waren een combinatie van wiel- en rupsvoertuig en er waren ook twee volrupsvoertuigen, Obiekt 914 en Obiekt 765. Dit laatste type, een ontwerp van het Isakow-bureau te Tsjeljabinsk werd na vergelijkende beproevingen in 1964, voor productie uitverkozen; nadat Nikita Chroesjtsjov nog een poosje de fabricage had tegengehouden liep in 1966 de eerste voorserie van de band.

## Beschrijving

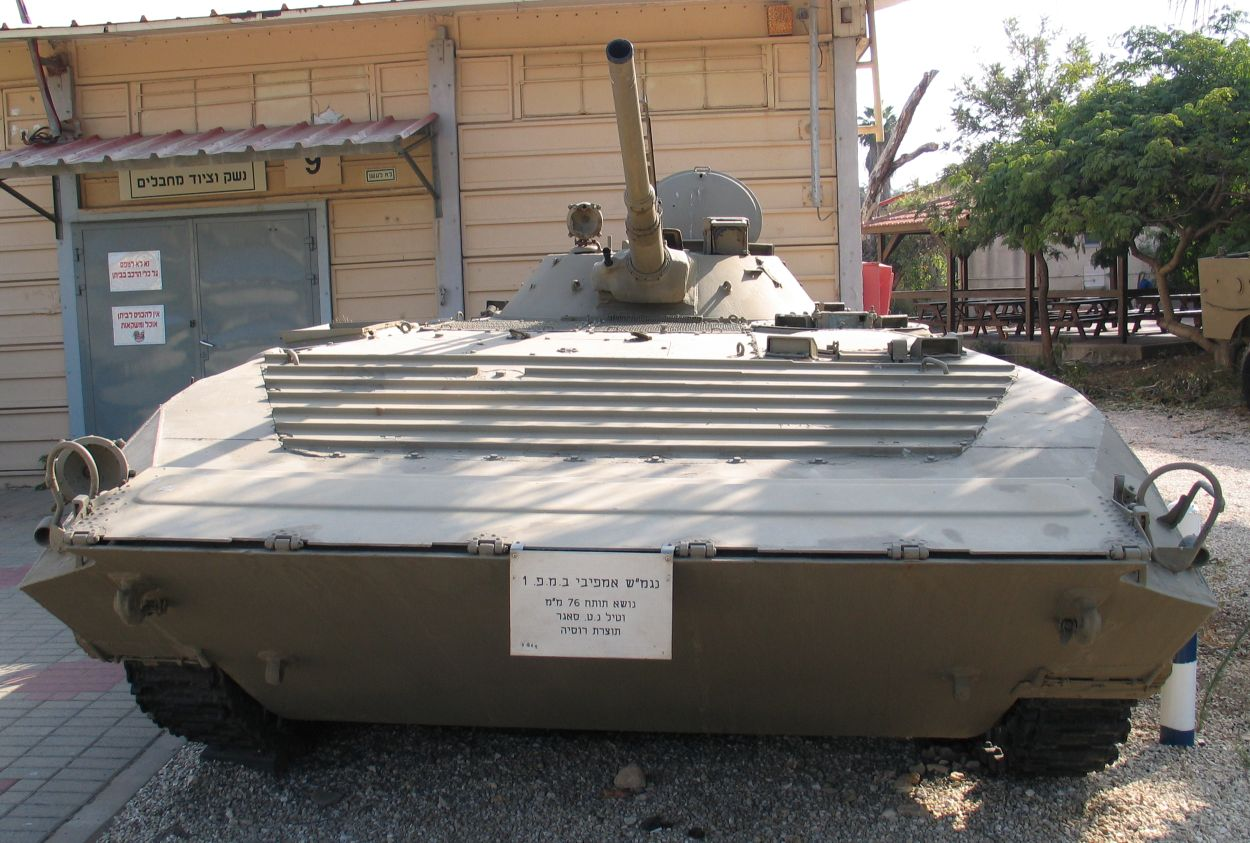
De BMP is erg plat

De BMP is een plat voertuig: bij een lengte van 6,49 meter en een breedte van 2,94 meter is het 1,92 meter hoog. Hierdoor is het mogelijk de voorkant extreem af te schuinen, zodat een optimaal voordeel kan worden behaald uit het afketsingseffect en het volume efficiënt met pantser kan worden omgeven. Die eigenschappen zijn ingezet voor een zo laag mogelijke massa — 12,6 ton — in plaats van meer bescherming: het voorpantser, met een dikte van 19 millimeter, is bestand tegen maximaal 20 mm granaten. Ieder serieus antitankwapen kan de BMP met een enkele treffer vernietigen. Een beetje extra bescherming wordt geboden doordat de UTD-20 dieselmotor, van 300 pk, zich voor in het voertuig bevindt, evenals de transmissie. De lage massa gecombineerd met een moderne torsiestaafophanging voor de zes loopwielen leidt tot een relatief goede mobiliteit. De maximumsnelheid bedraagt 80 km/h. Daarbij is het voertuig amfibisch. Doordat de neus uitsteekt en de bodemvrijheid beperkt is tot 39 cm, is de terreinvaardigheid relatief matig. De chauffeur zit links van de motor en heeft naar rechts een dode hoek in zijn gezichtsveld. De BMP is het eerste sovjetgevechtsvoertuig met een enkele stuurbalk in plaats van twee hefbomen.

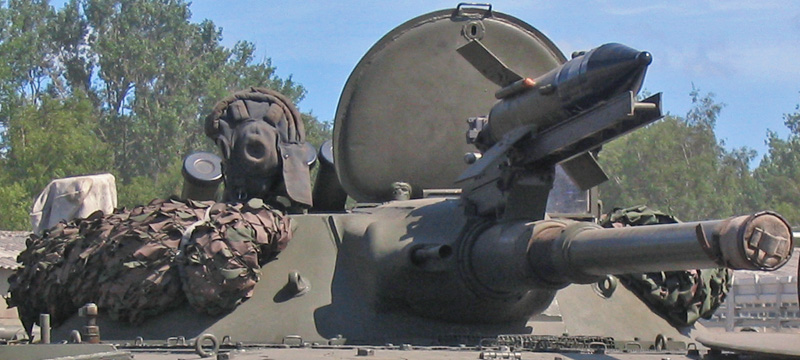
Toren met Maljoetkaraket op de rail

In het midden van het voertuig bevindt zich het gevechtscompartiment met bovenop een afgeplatte kegelvormige toren. De schutter zit daar links van de 73 mm raketwerper, die beschikt over een automatische lader met veertig PG-15V raketten. Rechts zit een coaxiaal 7,62 mm machinegeweer. Voordat zijn motor ontbrandt, wordt de raket naar buiten geschoten door een aandrijflading, waardoor de raketwerper ook wordt omschreven als een lagedrukkanon. De raket bereikt een snelheid van 400 m/s en heeft een maximumbereik van 1300 meter. Het effectief bereik (50% trefkans) ligt officieel op 700 m, in werkelijkheid op 500 m. Het doorslagvermogen van de holle lading ligt gemiddeld op 280 mm, maximaal op 350 mm. De effectiviteit van dit systeem tegenover vijandelijke tanks is daarmee relatief beperkt: de BMP is niet in staat om op enige afstand daarmee met succes het gevecht aan te gaan. Daarom is op de raketwerperbuis de 9S415 lanceerrail voor de 9M14 Maljoetka geleide antitankraket aangebracht. Aangezien deze raket door een joystick door de schutter moet worden bestuurd, vereist het langdurige training wil men een grote trefkans bereiken. Er is een voorraad van vier Maljoetkaraketten aan boord en de rail kan alleen moeizaam onder pantserdekking herladen worden; de schutter moet een stokje door een luikje steken om de vier raketvinnen uit te klappen.

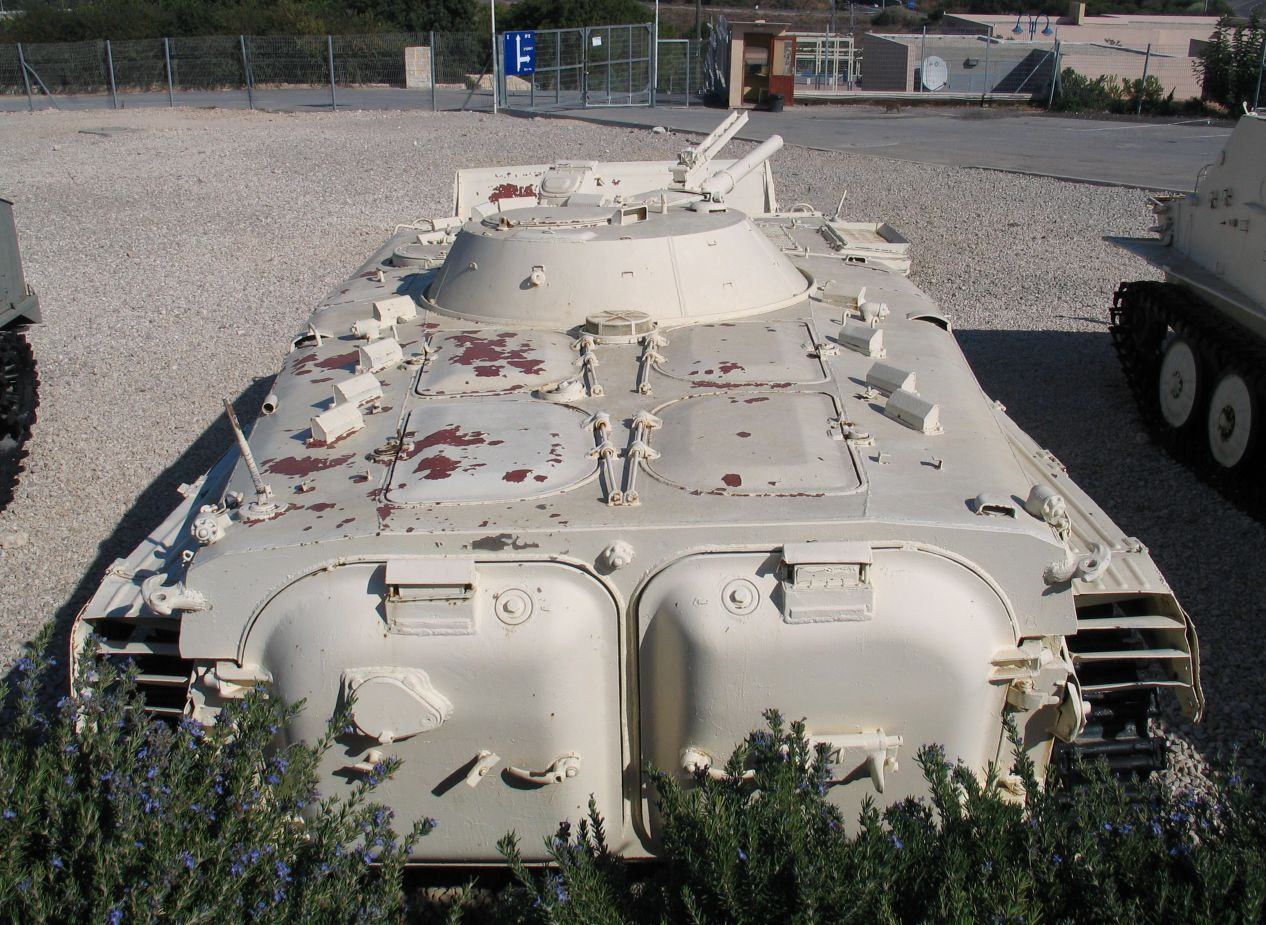
De achterkant

Achteraan het voertuig bevindt zich de manschappenruimte voor een infanteriegroep van negen. De commandant daarvan is ook commandant van het voertuig. Om beide functies te kunnen uitvoeren, zit hij links van het midden, achter de chauffeur; naar rechts heeft hij een verbinding met de schutter en naar achteren, met de overige soldaten van zijn groep. In die positie is zijn zicht naar rechts beperkt en kan hij geen effectief bevel voeren over het gebruik van de hoofdbewapening. De acht soldaten zitten ruggelings naast elkaar op twee banken in het midden. Tussen de banken zit een brandstoftank van 330 liter. De ruimte is nauw en plat en biedt geen plaats voor een gevechtsbepakking. De soldaten raken daardoor relatief snel oververmoeid. In de zijkanten zitten tweemaal vier schietpoorten, met ieder een episcoop, vizier, kogelvanger en rookafzuiger zodat ze hun automatische wapens naar buiten kunnen steken en afvuren. Daarvoor moet de loop eerst in een speciale afdichtslof gestoken worden, om radioactieve besmetting te voorkomen. In de praktijk is het bijna onmogelijk om zo accuraat vuur af te geven. Er zijn ook vier luiken in het bovendek. De twee hoofdluiken zitten aan de achterkant; de dikke deuren dienen meteen als extra brandstoftanks.

## Varianten
Tussen 1966 en 1970 waren er vier productieseries van de BMP, waarbij langzaam vele kleine verbeteringen werden aangebracht, zoals een sterkere ophanging, nieuwe spatborden en betere rookafzuigers. In 1968 ging de massaproductie van gang in de Koergan Machinefabriek. Het voertuig heette toen de BMP of BMP-765. In 1970 werd een nieuw subtype geïntroduceerd: de BMP-1. Het belangrijkste verschil was dat de romp met 25 cm werd verlengd tot 6,74 meter. Dat was nodig omdat bleek dat het voertuig tijdens het varen sterk de neiging had naar voren te duiken; het extra drijfvermogen aan de voorkant stabiliseert de vaart. Bij de luchtinlaat werd een snorkel aangebracht. Andere verbeteringen behelsden het inbouwen van een NBC-luchtfiltersysteem achter de commandant, voor het zuiveren van nucleaire, chemische en bacteriologische deeltjes, en de introductie van de verbeterde 9M14M-raket en een brisantkopraket voor de 73 mm raketwerper. Die laatste was de OG-15V met een lading van 730 gram.
Later in de jaren zeventig werd de 9M111 Fagot geleide antitankraket bij de BMP-eenheden ingevoerd. Dit leidde tot de BMP-1P, ontwikkeld vanaf 1974, met een verbindingslip op het torendak waarop het afneembare 9P135 raketvizier kon worden geplaatst dat een semiautomatische geleiding gebruikte met als gevolg een sterk toegenomen trefkans. Het nadeel was dat de schutter zich helemaal moest blootgeven om het bedienen. Eind jaren zeventig ging het type in productie. Oudere voertuigen werden later tot de BMP-1P standaard omgebouwd.

## Operationale inzet
De BMP-1 werden in grote getale ingezet tijdens de Russische invasie van Oekraïne in 2022. Midden juni 2024 waren er bewijzen van zo'n achthonderddertig vernietigde BMP-1.